# Porto Valtravaglia
Porto Valtravaglia est une commune italienne de la province de Varèse dans la région Lombardie en Italie.

## Toponyme
Porto (port) est clair. 
Valtravaglia est dérivé de vallée et le nom d'un château, dit Trevali (peut-être l'union de transvalles et le Mont Travalie).

## Administration
| Période                                  | Période  | Identité        | Étiquette | Qualité   |
| ---------------------------------------- | -------- | --------------- | --------- | --------- |
| 8/6/2009                                 | En cours | Luciano Faverio |           | ingénieur |
| Les données manquantes sont à compléter. |          |                 |           |           |

Ermes Colombaroli 2019

### Hameaux
Ligurno, Muceno, Musadino, San Michele, C.na Profarè, C.na Bassa, Monte Pian Nave, Monte della Colonna, Monte Ganna, Domo, Torre, Casa Piano Croce